# Классик (снукер)
Классик — профессиональный снукерный турнир.
Стартовал под названием «Wilsons Classic» в 1980. В связи с изменением спонсора в 1982 стал именоваться «Lada Classic». Два года спустя, вошёл в список рейтинговых турниров. «Mercantile Credit» стал спонсором в сезоне 1984/85. Турнир проходил до 1992 года.
Стив Дэвис владел титулом победителя турнира 6 раз. Дважды — Джимми Уайт.

## Наиболее значимые события на турнире
- В 1982 Стив Дэвис сделал первый телевизионный максимальный брейк в матче с Джоном Спенсером. С него ведётся отсчёт всех  официальных максимальных брейков
- В 1983 Билл Вербенюк вышел в свой единственный финал рейтингового турнира за длительную карьеру.
- В 1984 в финале — Стив Дэвис против Тони Мео — дело дошло до решающего фрейма при счёте 8:8, и Тони для победы были необходимы лишь несколько последних цветных. Но прямо во время его удара кто-то закричал: «Вперёд, Тони!». Он промахнулся. Стив взял фрейм и матч и во время своего послематчевого интервью потребовал запрета на алкоголь для болельщиков.
- В 1985 Вилли Торн выиграл первый рейтинговый турнир, обыграв Клиффа Торбурна.
- В 1986 свою первую рейтинговую победу праздновал Джимми Уайт.
- В 1989 Дуг Маунтджой в возрасте 47 лет завоевал свой второй рейтинговый титул.

## Победители
| Год                                       | Чемпион                           | Финалист                          | Счёт в финале                     | Сезон                             |
| «Wilsons Classic» (нерейтинговый)         | «Wilsons Classic» (нерейтинговый) | «Wilsons Classic» (нерейтинговый) | «Wilsons Classic» (нерейтинговый) | «Wilsons Classic» (нерейтинговый) |
| ----------------------------------------- | --------------------------------- | --------------------------------- | --------------------------------- | --------------------------------- |
| 1980                                      | Джон Спенсер                      | Алекс Хиггинс                     | 4:3                               | 1979/80                           |
| 1981                                      | Стив Дэвис                        | Деннис Тейлор                     | 4:1                               | 1980/81                           |
| «Lada Classic» (нерейтинговый)            |                                   |                                   |                                   |                                   |
| 1982                                      | Терри Гриффитс                    | Стив Дэвис                        | 9:8                               | 1981/82                           |
| 1983                                      | Стив Дэвис                        | Билл Вербенюк                     | 9:5                               | 1982/83                           |
| «Lada Classic» (рейтинговый)              |                                   |                                   |                                   |                                   |
| 1984                                      | Стив Дэвис                        | Тони Мео                          | 9:8                               | 1983/84                           |
| «Mercantile Credit Classic» (рейтинговый) |                                   |                                   |                                   |                                   |
| 1985                                      | Вилли Торн                        | Клифф Торбурн                     | 13:8                              | 1984/85                           |
| 1986                                      | Джимми Уайт                       | Клифф Торбурн                     | 13:12                             | 1985/86                           |
| 1987                                      | Стив Дэвис                        | Джимми Уайт                       | 13:12                             | 1986/87                           |
| 1988                                      | Стив Дэвис                        | Джон Пэррот                       | 13:11                             | 1987/88                           |
| 1989                                      | Дуг Маунтджой                     | Уэйн Джонс                        | 13:11                             | 1988/89                           |
| 1990                                      | Стив Джеймс                       | Уоррен Кинг                       | 10:6                              | 1989/90                           |
| 1991                                      | Джимми Уайт                       | Стивен Хендри                     | 10:4                              | 1990/91                           |
| 1992                                      | Стив Дэвис                        | Стивен Хендри                     | 9:8                               | 1991/92                           |